# قائمة بالرتب العسكرية المقارنة
تتوفر هذه المقالة على قائمة من مختلف تسميات رتب الدول "القوات المسلحة". تتم المقارنات بين الأنظمة المختلفة التي تستخدمها الدول لتصنيف التسلسل الهرمي للقوة المسلحة مقارنةً بالآخرى. تذكر العديد من هذه القوائم رموز مرجع الناتو. هذه هي الرموز المرجعية لمنظمة حلف شمال الأطلسي، وتستخدم لإجراء مقارنة سهلة بين دول الناتو. يمكن العثور على روابط لمخططات المقارنة أدناه.

## قائمة الرتب العسكرية للقوات المسلحة في العالم
| #  | الدولة                   | القائمة |
| -- | ------------------------ | --- |
| 1  | الاكوادور                | الرتب العسكرية للقوات المسلحة (الإكوادور) |
| 2  | الإمارات العربية المتحدة | الرتب العسكرية للقوات المسلحة (الإمارات) |
| 3  | الأرجنتين                | الرتب العسكرية للقوات المسلحة (الأرجنتين) |
| 4  | الأردن                   | الرتب العسكرية للقوات المسلحة (الأردن) |
| 5  | البحرين                  | الرتب العسكرية للقوات المسلحة (البحرين) |
| 6  | البرازيل                 | الرتب العسكرية للقوات المسلحة (البرازيل) |
| 7  | البرتغال                 | الرتب العسكرية للقوات المسلحة (البرتغال) |
| 8  | البوسنة والهرسك          | الرتب العسكرية للقوات المسلحة (البوسنة والهرسك) |
| 9  | الغابون                  | الرتب العسكرية للقوات المسلحة (الغابون) |
| 10 | الجزائر                  | الرتب العسكرية للجيش الوطني الشعبي الجزائري |
| 11 | جمهورية التشيك           | الرتب العسكرية للقوات المسلحة (جمهورية التشيك) |
| 12 | الدنمارك                 | الرتب العسكرية للقوات المسلحة (الدنمارك) |
| 13 | السويد                   | الرتب العسكرية للقوات المسلحة (السويد) |
| 14 | الصومال                  | الرتب العسكرية للقوات المسلحة (الصومال) |
| 15 | الصين                    | الرتب العسكرية لصفوف القوة البرية لجيش التحرير الشعبي (الصين) الرتب العسكرية للقوات البحرية لجيش التحرير الشعبي (الصين) الرتب العسكرية للقوات الجوية لجيش التحرير الشعبي (الصين) |
| 16 | العراق                   | |
| 17 | الكونغو                  | |
| 19 | المكسيك                  | |
| 20 | المملكة العربية السعودية | الرتب العسكرية للقوات العسكرية السعودية |
| 21 | المملكة المتحدة          | |
| 22 | النرويج                  | |
| 23 | النمسا                   | الرتب العسكرية للقوات المسلحة (النمسا) |
| 24 | الهند                    | الرتب العسكرية للقوات المسلحة (الهند) |
| 25 | الولايات المتحدة         | الرتب العسكرية للقوات المسلحة (الولايات المتحدة) |
| 26 | اليابان                  | الرتب العسكرية للقوات المسلحة (اليابان) |
| 27 | اليونان                  | الرتب العسكرية للقوات المسلحة (اليونان) |
| 28 | إسبانيا                  | الرتب العسكرية للقوات المسلحة (إسبانيا) |
| 29 | إستونيا                  | الرتب العسكرية للقوات المسلحة (إستونيا) |
| 30 | إسرائيل                  | الرتب العسكرية للقوات المسلحة (إسرائيل) |
| 31 | أندونيسيا                | الرتب العسكرية للقوات المسلحة (أندونيسيا) |
| 32 | إيران                    | الرتب العسكرية للقوات المسلحة (إيران) |
| 33 | إيطاليا                  | الرتب العسكرية للقوات المسلحة (إيطاليا) |
| 34 | إثيوبيا                  | الرتب العسكرية للقوات المسلحة (إثيوبيا) |
| 35 | الصومال                  | الرتب العسكرية للقوات المسلحة (الصومال) |
| 36 | أستراليا                 | الرتب العسكرية لقوات الدفاع (أستراليا) رتب القوات الجوية الملكية الأسترالية |
| 37 | ألبانيا                  | الرتب العسكرية للقوات المسلحة (ألبانيا) |
| 38 | ألمانيا                  | الرتب العسكرية للقوات المسلحة (المانيا) |
| 39 | أنغولا                   | الرتب العسكرية للقوات المسلحة (أنغولا) |
| 40 | أوكرانيا                 | الرتب العسكرية للقوات المسلحة (أوكرانيا) |
| 41 | أيرلندا                  | الرتب العسكرية للقوات المسلحة (أيرلندا) |
| 42 | باكستان                  | الرتب العسكرية للقوات المسلحة (باكستان) |
| 43 | بلجيكا                   | الرتب العسكرية للقوات المسلحة (بلجيكا) |
| 44 | بلغاريا                  | الرتب العسكرية للقوات المسلحة (بلغاريا) |
| 45 | بنغلاديش                 | الرتب العسكرية للقوات المسلحة (بنغلادش) |
| 46 | بوتان                    | الرتب العسكرية للقوات المسلحة (بوتان) |
| 47 | بوتسوانا                 | الرتب العسكرية للقوات المسلحة (بوتسوانا) |
| 48 | بولندا                   | الرتب العسكرية للقوات المسلحة (بولندا) |
| 49 | بوليفيا                  | الرتب العسكرية للقوات المسلحة (بوليفيا) |
| 50 | بيرو                     | الرتب العسكرية للقوات المسلحة (البيرو) |
| 51 | بيلاروس                  | الرتب العسكرية للقوات المسلحة (بيلاروس) |
| 52 | تايلاند                  | الرتب العسكرية للقوات المسلحة (تايلاند) |
| 53 | تشيلي                    | الرتب العسكرية للقوات المسلحة (تشيلي) |
| 54 | تنزانيا                  | الرتب العسكرية للقوات المسلحة (تنزانيا) |
| 55 | تونس                     | الرتب العسكرية للقوات المسلحة (تونس) |
| 56 | تايوان                   | الرتب العسكرية للقوات المسلحة (تايوان) |
| 57 | جنوب أفريقيا             | الرتب العسكرية للقوات المسلحة (جنوب أفريقيا) |
| 58 | جورجيا                   | الرتب العسكرية للقوات المسلحة (جورجيا) |
| 59 | رومانيا                  | الرتب العسكرية للقوات المسلحة (رومانيا) |
| 60 | روسيا                    | الرتب العسكرية للقوات المسلحة (روسيا) |
| 62 | زامبيا                   | الرتب العسكرية للقوات المسلحة (زامبيا) |
| 63 | زيمبابوي                 | الرتب العسكرية للقوات المسلحة (زيمبابوي) |
| 64 | سلوفاكيا                 | الرتب العسكرية للقوات المسلحة (سلوفاكيا) |
| 65 | سلوفينيا                 | الرتب العسكرية للقوات المسلحة (سلوفينيا) |
| 66 | سنغافورة                 | الرتب العسكرية للقوات المسلحة (سنغافورة) |
| 67 | سوريا                    | الرتب العسكرية للقوات المسلحة (سوريا) |
| 68 | سويسرا                   | الرتب العسكرية للقوات المسلحة (سويسرا) |
| 69 | سريلانكا                 | |
| 70 | صربيا                    | |
| 71 | طاجيكستان                | |
| 72 | فرنسا                    | |
| 73 | فنزويلا                  | |
| 74 | فنلندا                   | |
| 75 | فيتنام                   | |
| 76 | الفلبين                  | |
| 77 | كرواتيا                  | |
| 78 | كندا                     | الرتب العسكرية للقوات المسلحة (كندا). |
| 79 | كوبا                     | |
| 80 | كوريا الجنوبية           | |
| 81 | كوريا الشمالية           | |
| 82 | كولومبيا                 | |
| 83 | كينيا                    | |
| 84 | لاوس                     | |
| 85 | لبنان                    | |
| 86 | ليتوانيا                 | |
| 87 | ماليزيا                  | |
| 88 | مصر                      | |
| 89 | منغوليا                  | |
| 90 | ميانمار                  | |
| 91 | نيبال                    | |
| 92 | نيكاراغوا                | |
| 93 | نيوزيلندا                | |
| 94 | هنغاريا                  | |
| 95 | هولندا                   | |
| 96 | اليمن                    | الرتب العسكرية للقوات المسلحة (اليمن) |